# أندريه داهل
أندريه داهل (بالبوكمول: André Oktay Dahl) (و. 1975  م) هو سياسي، ومحامي نرويجي، ولد في لورينسكوغ، هو عضوٌ في حزب المحافظين النرويجي.

## مناصب
تولى منصب عضو برلمان النرويج ‏.

## التعليم
تعلم في جامعة أوسلو.

## وصلات خارجية
- أندريه داهل على موقع IMDb (الإنجليزية)

- أندريه داهل في قاعدة بيانات الأفلام على الإنترنت